# Wyton (East Riding of Yorkshire)
Wyton – osada w Anglii, w hrabstwie East Riding of Yorkshire. Leży 9 km na północny wschód od miasta Hull i 253 km na północ od Londynu.